# Oddział „Barry”
Oddział „Barry” – jednostka bojowa Armii Krajowej, początkowo jako batalion, a od września jako kompania walcząca w powstaniu warszawskim, wchodząca w skład Zgrupowania Kuba – Sosna, następnie jako 4 kompania 4 Batalionu „Sosna” 15 pułku piechoty Armii Krajowej

## Historia
Oddział powstał na bazie batalionu szturmowego Wkra Komendy Państwowego Korpusu Bezpieczeństwa miasta stołecznego Warszawy. Batalion Wkra został w maju 1944 wyodrębniony w batalionu PKB „Mazur” wraz ze 150 żołnierzami. Początkowo bataliony „Mazur” i „Wkra” miały zaatakować ulicę Szucha. Jednak w czerwcu 1944 zmieniono zadania dla batalionu. Zadaniem jednostki było opanowanie Ratusza i rejonu Placu Teatralnego oraz osłona Okręgowej Delegatury Rządu Warszawa-miasto. Batalion składał się z trzech kompanii (ok. 365 żołnierzy). 

### Ordre de bataille 31 lipca 1944
Dowództwo
- Dowódca kpt. Włodzimierz Kozakiewicz „Barry”;
- I zastępca por. Edward Budniak „Karol”
- II zastępca por. Tadeusz Błusiewicz „Tadeusz”[3];

Oddziały
- 1 kompania – dowódca por. Edward Budniak „Karol”;
- 2 kompania – dowódca por. Błusiewicz „Tadeusz", „Jawor”;
- 3 kompania – dowódca por. Edward Kwietniewski „Adam”;
- Pluton przeciwpancerny – por. „Łuna”;
- Pluton saperów – por. „Rysiek”;
- Pluton łączniczek – „Joanna”[4].

Dowództwo mieściło się na ulicy Długiej 19. Dwie kompanie skoncentrowane były w okolicach Starego Miasta (Sapieżyńska 10, Mławska 5, Długa 19 i Senatorska 31), zaś 3 kompania w okolicach Placu Zbawiciela. W dniu 1 sierpnia dotarło ok. 40% stanu. Oddziałowi przydzielono 9 pistoletów i 6 granatów

### Powstanie
Oddział 1 sierpnia zdobył dwa komisariaty granatowej policji i po zaopatrzeniu się w broń zdobył kolejno Ratusz, Pałac Blanka, Bank Polski oraz areszt przy ul. Daniłowiczowskiej. Oddział został zreorganizowany jako Batalion Bezpieczeństwa w składzie:
- 1 kompania - dowódca por. Tadeusz Blusiewicz „Tomasz”, „Jawor”;
  - 1 pluton szturmowy - dowódca por, Mieczysław Bełdowski „Ryś” (następnie jako wydzielony pluton osłony dowództwa Grupy Północ AK[7];
  - 2 pluton odwodowy - dowódca ppor./por. Antoni Kartasiński vel Kartawski „Grotowski”;
  - 3 pluton żandarmerii - por. „Lech”;
  - 4 pluton ochrony władz cywilnych
- 2 kompania - dowódca por. Edward Kwietniewski „Adam”;
  - 5 pluton łączności - por. Kazimierz Balary „Dorsz”;
  - 6 pluton sanitarny
  - 7 pluton zaopatrzeniowo-gospodarczy[8].

Od 7 sierpnia podporządkowany bezpośrednio dowództwu Grupy „Północ” AK pełniąc funkcje zarówno liniowe jak i jako żandarmeria. Przejściowo mjr. „Barry" był szefem żandarmerii Grupy Północ. Od 29 sierpnia jego oddział sprawował nadzór i ochraniał ewakuację kanałami sił powstańczych i ludności cywilnej na Starówkę. W ostatnich dniach obrony Starówki organizował i ochraniał ewakuację kanałami. Od września wchodził w skład zgrupowania „Sosna” broniąc barykad na ulicach Zielna, Chmielna, Widok, Bracka i Świętokrzyska. Do 20 września 1944 stanowił 4 kompanię IV Batalionu „Sosna” 15 pułku piechoty AK.     
Żołnierzami oddziału „Barry” był m.in. mjr Gustaw Konstanty Żebrowski, oraz Krzysztof Kamil Baczyński (który zginął 4 sierpnia w obronie Pałacu Blanka).